# バルデマール・レジェン
バルデマール・レジェン（ポーランド語: Waldemar Legień、ポーランド語の読みはヴァルデマル・レギェニ、 1963年8月28日-) はポーランド出身の柔道選手。現役時代は86kg級の選手。

## 人物
1987年の世界選手権では優勝した岡田弘隆に敗れるが3位に入る。そして翌年のソウルオリンピックでは優勝を果たす。その後それまでの78kg級から86kg級に階級を上げて、1991年の世界選手権に出場してそこでも優勝した岡田に敗れるが、3位は確保する。そして翌年のバルセロナオリンピックでは再び優勝して、世界選手権で2階級制覇を果たした岡田に一度も勝てなかったものの、オリンピックでの2階級制覇を達成する。右組みで、左一本背負いを得意技にした。

## 主な戦績
71kg級での戦績
- 1981年 - ヨーロッパジュニア　優勝
- 1982年 - ヨーロッパジュニア3位
- 1983年 - ポーランド国際　2位

78kg級での戦績
- 1984年 - ポーランド国際　優勝
- 1984年 - オーストリア国際　優勝
- 1985年 - 正力国際　3位
- 1985年 - ハンガリー国際　優勝
- 1985年 - ヨーロッパ選手権　2位
- 1985年 - ポーランド国際　優勝
- 1985年 - 世界選手権　5位
- 1986年 - ドイツ国際　3位
- 1986年 - ヨーロッパ選手権　3位
- 1986年 - ポーランド国際　優勝
- 1986年 - 嘉納杯　3位
- 1987年 - ポーランド国際　優勝
- 1987年 - 世界選手権　3位
- 1987年 - 韓国国際　2位
- 1988年 - オーストリア国際　3位
- 1988年 - ソウルオリンピック　優勝
- 1989年 - ポーランド国際　優勝(86kg級)
- 1989年 - 世界選手権　3位

86kg級での戦績
- 1990年 - ドイツ国際　優勝
- 1990年 - オランダ国際　優勝
- 1990年 - ヨーロッパ選手権　優勝
- 1990年 - グッドウィルゲームズ　2位
- 1991年 - オーストリア国際　優勝
- 1991年 - 世界選手権　3位
- 1992年 - バルセロナオリンピック　優勝